# Luka Mislej
Luka Mislej (Lukas Mislej) (Vipavska dolina, listopad 1670. – Škofja Loka, 1727.) bio je slovenski kipar, vlasnik velike klesarske radiionice i crkveni dekorater-slikar. On je sav svoj imetak; kuću i radionicu u Ljubljani, prepustio svom suradniku Francescu Robbi, koji se 1722. oženio njegovom kćerkom Terezom.

## Djela
Kako je Luka Mislej bio vlasnik velike kamenorezačke radionice koja je tad dobivala unosne poslove za izgradnju i opremanje brojnih slovenskih crkava, u njegovoj radionici radili su brojni (mahom talijanski kipari) Angelo Pozzo, Jakob Contieri (oba iz Padove)  i već navedeni Francesco Robba. Zato je i danas vrlo teško odrediti, što je čiji rad.
Najpoznatije njegovo djelo su monumentalna ulazna vrata s dva atlanta za ljubljansko sjemenište iz 1714. (altlante je završio njegov suradnik Angelo Pozzo).
Luka Mislej izveo je 1714. – 1724., slikarsku dekoraciju i bočne oltare za Crkvu sv. Jakoba u Ljubljani, skulpture na oltarima izveli su drugi kipari. 
On je umjesto drvenog spomenika sv. Trojice u Ajdovščini, ispred uršulinske crkve, isklesao  1722. novi spomenik od kamena.
Mislej je najvjerojatnije isklesao 1718. mramorni oltar i kiparsku dekoraciju za kapelu dvorca u Brežicama.

## Vanjske poveznice
- Luka Mislej na portalu Slovenski biografski Leksikon[neaktivna poveznica]